# 47e brigade du génie (Ukraine)
Pour les articles homonymes, voir 47e brigade.
La 47e brigade du génie (en ukrainien : 47-ма окрема інженерна бригада, abrégé en 47 ОІБр ; numéro d'unité militaire А2755) est une grande unité des troupes du génie ukrainiennes.

## Historique
L'unité a été créée le 2 janvier 2019, en regroupant deux bataillons routiers (дорожньо-комендантськими батальйонами, littéralement des « bataillons de maîtrise/commandement routière »), des unités notamment chargées de l'aide au franchissement (des pontonniers) :
- 301e bataillon routier ;
- 304e bataillon routier.

En septembre 2020, la brigade routière est renommée en une brigade du génie, dépendant du nouveau commandement des forces de soutien (Командування Сил підтримки Збройних Сил України), structure regroupant les troupes du génie, celles de guerre électronique, celles de protection NBC, le service topographique militaire, le service météorologique et le service canin).